# Rosa foetida
Rosa foetida es una especie de rosa perteneciente a la familia de las rosáceas.

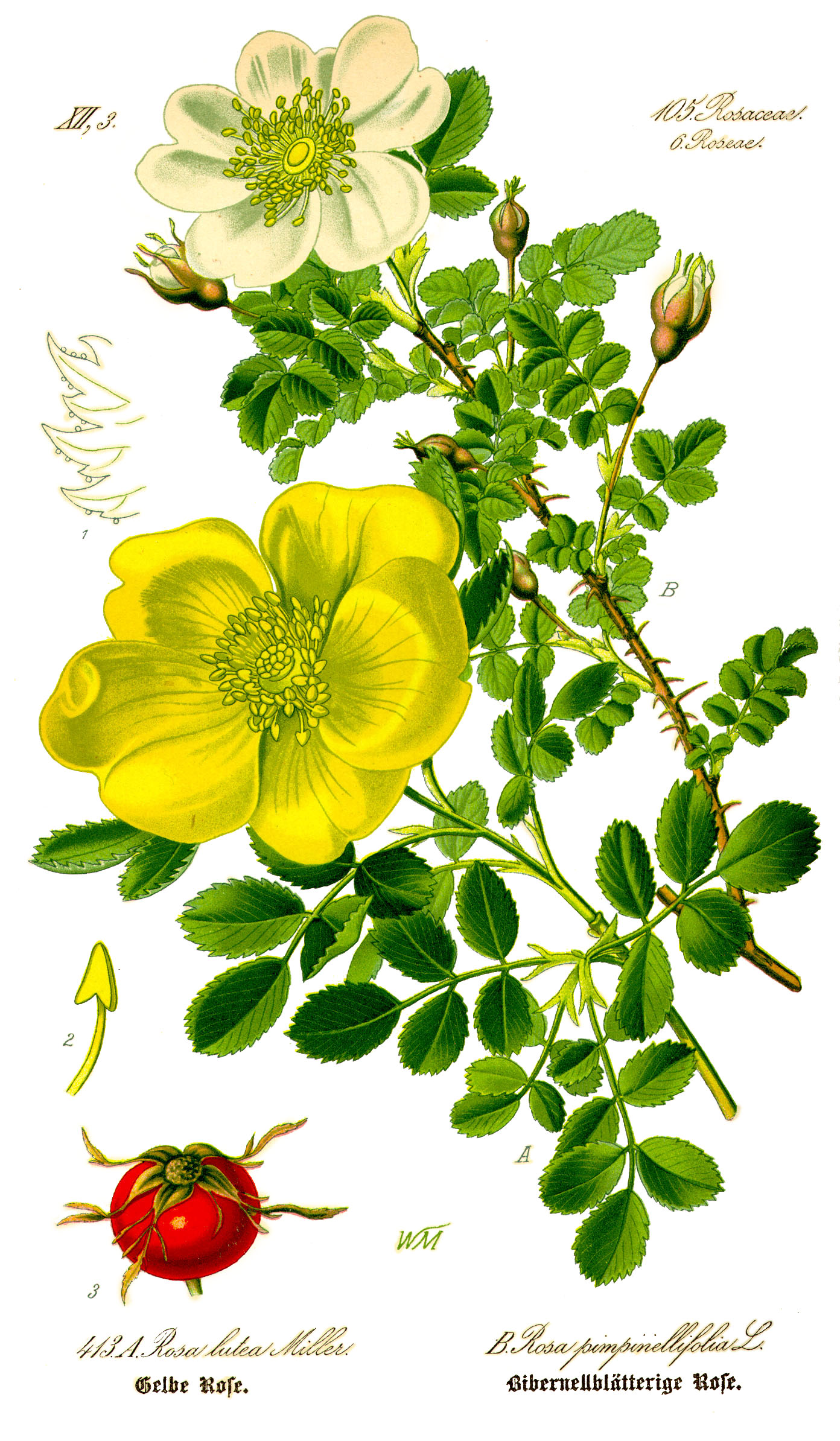
Ilustración

## Distribución
Es nativa de las faldas del Cáucaso en Georgia. 

## Descripción
Tiene flores amarillas, con una suave y ácida esencia que puede ser desagradable, de ahí su nombre de especie. Aunque crece ampliamente fuera de su área (por ejemplo, en Gran Bretaña y Estados Unidos), es particularmente susceptible a la mancha negra.

## Taxonomía
Rosa foetida fue descrita por Johann Hermann y publicado en Diss. Bot.-Med. Rosa 18. 1762.
Etimología
Rosa: nombre genérico que proviene directamente y sin cambios del latín rosa que deriva a su vez del griego antiguo rhódon, , con el significado que conocemos: «la rosa» o «la flor del rosal»
foetida: epíteto latíno que significa "fétida".
Variedades aceptadas
- Rosa foetida var. persiana (Lem.) Rehder

Sinonimia
- Rosa punicea   Mill.   [1768]
- Rosa lutea var. punicea (Mill.) Moench [1794]
- Rosa lutea var. bicolor (Jacq.) Aiton [1789]
- Rosa lutea Mill. [1768]
- Rosa foetida var. bicolor (Jacq.) E.Willm.
- Rosa eglanteria var. punicea (Mill.) Pers. [1806]
- Rosa eglanteria var. lutea (Mill.) Thory [1820]
- Rosa eglanteria var. bicolor (Jacq.) DC. in Lam. & DC. [1805]
- Rosa bicolor Jacq.[2]